# Les Cent Jours de Napoléon
Pour plus de détails, voir Fiche technique et Distribution.
Les Cent Jours de Napoléon (Hundert Tage) est un film germano-italien réalisé par Franz Wenzler, sorti en 1935.

## Synopsis
Les Cent-Jours entre le retour en France de l'empereur Napoléon Ier, le 1er mars 1815 jusqu'à sa seconde abdication le 7 juillet 1815.

## Fiche technique
- Titre français : Les Cent Jours de Napoléon[1]
- Titre : Hundert Tage
- Réalisation : Franz Wenzler
- Scénario : Karl Vollmöller et Franz Wenzler d'après la pièce de Giovacchino Forzano et Benito Mussolini
- Photographie : Mario Albertelli (it) et Augusto Tiezzi
- Montage : Carl Otto Bartning
- Musique : Giuseppe Becce
- Production : Ferruccio Biancini
- Sociétés de production : Vis, Consorzio Vis Terrenia
- Pays de production :  Reich allemand -  Royaume d'Italie
- Format : Noir et blanc - 1,37:1 - Mono
- Genre : historique
- Durée : 90 minutes
- Date de sortie : 
  - Troisième Reich : 22 mars 1935
  - France : 27 août 1937

## Distribution
- Werner Krauss : Napoléon
- Gustaf Gründgens : Fouché
- Kurt Junker : Metternich
- Eduard von Winterstein : Blücher
- Alfred Gerasch : Talleyrand
- Peter Voß (de) : Wellington
- Fritz Genschow : Lucien
- Elsa Wagner : Laetitia
- Rose Stradner : Marie-Louise
- Fred Döderlein (de) : Neipperg
- Ernst Legal : Louis XVIII
- Carl W. Tetting (de) : Le Comte d'Artois
- Rudolf Schündler : Gaillard
- Peter Erkelenz : Lafayette
- Oskar Marion : Schaumburg
- Heinz von Cleve : Oberst Collet
- Paul Mederow (de) : Grouchy
- Hans Adalbert Schlettow : Davout
- Friedrich Gnaß : Ney
- Josef Peterhans : Maréchal Soult
- Leo Peukert
- Fred Goebel (de)
- Ernst Gronau (de)